# Буряк дикий
Буряк дикий (Beta vulgaris subsp. maritima) — дика рослина, яка є пращуром Столового буряка. Її можна знайти і в Україні. Дикий буряк поширений в селах та лісах. Росте на трав'янистій місцевості та на пісчаних берегах. Поширений в Європі.

## Опис
Зовнішність рослини оманлива: на перший погляд лише кілька листочків, що стирчать в різні боки, проте під землею ховається досить великий коренеплід що в довжину досягає 6 — 7 сантиметрів. Візуально коренеплід нагадує молоду морквину, проте смакує, як справжній буряк, а от колір кореня може бути як білим, так і рожевим.

## Розмноження
Рослину можна виростити у 2 способи:
1 спосіб - слід викопати коренеплід та пересадити на бажане місце.
2 спосіб - в осени та рідше на весні рослина дозріває та пускає стрілки з неї слід зібрати насіння та посадити на весні.